# HD50462
HD50462 — хімічно пекулярна зоря спектрального класу A3, що має видиму зоряну величину в смузі V приблизно  7,1.
Вона  розташована на відстані близько 623,6 світлових років від Сонця.